# 나가이 히데키
나가이 히데키(일본어: 永井 秀樹, 1971년 1월 26일 ~ )는 일본의 전 축구 선수이다.

## 구단 경력
과거 도쿄 베르디, 후쿠오카 브룩스, 시미즈 에스펄스, 요코하마 플뤼겔스, 요코하마 F. 마리노스, 오이타 트리니타, FC 류큐에서 활동하였다.

## 지도자 경력
2019년부터 2021년까지 도쿄 베르디에서 감독을 맡았다.